# Дипломатически мисии на Швеция
Това е списък на дипломатическите мисии на Швеция по целия свят.
Швеция има не особено голяма дипломатическа мрежа, която включва 77 посолства и 13 генерални консулства, допълнена от почетни консулства, културни центрове и търговски мисии. Тя става първата западна държава, която отваря посолство в Пхенян, което предоставя услуги на гражданите на страни, които нямат дипломатическо присъствие в Северна Корея.

## Европа
- Австрия
  - Виена (посолство)
- Беларус
  - Минск (посолство)
- Белгия
  - Брюксел (посолство)
- Босна и Херцеговина
  - Сараево (посолство)
- Великобритания
  - Лондон (посолство)
  - Единбург (генерално консулство)
- Германия
  - Берлин (посолство)
  - Хамбург (генерално консулство)
- Гърция
  - Атина (посолство)
- Дания
  - Копенхаген (посолство)
- Естония
  - Талин (посолство)
- Ирландия
  - Дъблин (посолство)
- Исландия
  - Рейкявик (посолство)
- Испания
  - Мадрид (посолство)
- Италия
  - Рим (посолство)
- Кипър
  - Никозия (посолство)
- Косово
  - Прищина (офис за свръзка)
- Латвия
  - Рига (посолство)
- Литва
  - Вилнюс (посолство)
- Люксембург
  - Люксембург (посолство)
- Северна Македония
  - Скопие (посолство)
- Молдова
  - Кишинев (мисия)
- Норвегия
  - Осло (посолство)
- Полша
  - Варшава (посолство))
- Португалия
  - Лисабон (посолство)
- Румъния
  - Букурещ (посолство)
- Русия
  - Москва (посолство)
  - Калининград (генерално консулство)(предстои да бъде затворено)
  - Санкт Петербург (генерално консулство)
- Словакия
  - Братислава (посолство)
- Сърбия
  - Белград (посолство)
- Украйна
  - Киев (посолство)
- Унгария
  - Будапеща (посолство)
- Финландия
  - Хелзинки (посолство)
  - Мариехамн (генерално консулство)
- Франция
  - Париж (посолство)
- Нидерландия
  - Хага (посолство)
- Хърватия
  - Загреб (посолство)
- Чехия
  - Прага (посолство)
- Швейцария
  - Берн (посолство)

## Северна Америка
- Гватемала
  - Гватемала (посолство)
- Канада
  - Отава (посолство)
- Куба
  - Хавана (посолство)
- Мексико
  - Мексико (посолство)
- САЩ
  - Вашингтон (посолство)
  - Лос Анджелис (генерално консулство) (предстои да бъде затворено)
  - Ню Йорк (генерално консулство) (предстои да бъде затворено)

## Южна Америка
- Аржентина
  - Буенос Айрес (посолство)
- Бразилия
  - Бразилия (посолство)
- Колумбия
  - Богота (посолство)
- Чили
  - Сантяго де Чиле (посолство)

## Африка
- Алжир
  - Алжир (посолство)
- Ангола
  - Луанда (посолство)
- Демократична република Конго
  - Киншаса (посолство)
- Египет
  - Кайро (посолство)
- Етиопия
  - Адис Абеба (посолство)
- Замбия
  - Лусака (посолство)
- Зимбабве
  - Хараре (посолство)
- Кения
  - Найроби (посолство)
- Мароко
  - Рабат (посолство)
- Мозамбик
  - Мапуту (посолство)
- Нигерия
  - Абуджа (посолство)
- Сенегал
  - Дакар (посолство)
- Танзания
  - Дар ес Салаам (посолство)
- Уганда
  - Кампала (посолство)
- ЮАР
  - Претория (посолство)

## Азия
- Бангладеш
  - Дака (посолство)
- Виетнам
  - Ханой (посолство)
- Грузия
  - Тбилиси (посолство)
- Израел
  - Тел Авив (посолство)
  - Йерусалим (генерално консулство)
- Индия
  - Ню Делхи (посолство)
- Индонезия
  - Джакарта (посолство)
- Иран
  - Техеран (посолство)
- Йордания
  - Аман (посолство)
- Китай
  - Пекин (посолство)
  - Гуанджоу (генерално консулство) (предстои да бъде затворено)
  - Хонконг (генерално консулство)
  - Шанхай (генерално консулство)
- Малайзия
  - Куала Лумпур (посолство)
- Обединени арабски емирства
  - Абу Даби (посолство)
- Пакистан
  - Исламабад (посолство)
- Саудитска Арабия
  - Рияд (посолство)
- Северна Корея
  - Пхенян (посолство)
- Сингапур
  - Сингапур (посолство)
- Сирия
  - Дамаск (посолство)
- Тайланд
  - Банкок (посолство))
- Турция
  - Анкара (посолство)
  - Истанбул (генерално консулство)
- Шри Ланка
  - Коломбо (посолство) (предстои да бъде затворено)
- Южна Корея
  - Сеул (посолство)
- Япония
  - Токио (посолство)

## Океания
- Австралия
  - Канбера (посолство)

## Междудържавни организации
- - Брюксел - ЕС и НАТО
  - Виена - ОССЕ
  - Женева - ООН и други организации
  - Ню Йорк - ООН
  - Париж - Организация за икономическо сътрудничество и развитие и ЮНЕСКО
  - Страсбург - Съвет на Европа